# Käthe und ich: Freundinnen für immer
Freundinnen für immer ist ein deutscher Fernsehfilm von Oliver Liliensiek aus dem Jahr 2021. Es handelt sich um die siebte Folge der ARD-Reihe Käthe und ich. Die deutsche Erstausstrahlung erfolgte am 4. März 2022 auf dem ARD-Sendeplatz Endlich Freitag im Ersten.

## Handlung
Paul wird von seiner Klientin Christine Saalfeld um Hilfe gebeten: Ihr Arzt hat eine beginnende Demenz bei ihr festgestellt. Nun macht sie sich Sorgen, was aus ihrer Tochter Marianne, die keinen Freundeskreis hat, wird, wenn sie nun auch nicht mehr ist.
Inzwischen beobachtet Paul, dass Aaron anscheinend eine Affäre mit Heidrun, der Leiterin der Tierklinik hat, an der er arbeitet. Als Paul ihn mit seiner Beobachtung konfrontiert, wirft Aaron ihm Selbstgefälligkeit vor, stellt aber in Aussicht, mit Jule reden zu wollen.
Marianne vermutet, dass es ihrer Mutter darum geht, dass sie durch Käthe ihre Scheu vor Hunden verlieren soll. Als Kind hat sie eines Tages ihre beste Freundin Geli vor dem Ertrinken gerettet und der Hündin Lucy, die sie damals hatte, übelgenommen, dass sie einfach weitergedöst hat. Die beiden Freundinnen haben keinen Kontakt mehr; Marianne hat niemals erzählt, warum. Paul kommt auf die Idee, mit Marianne ins Tierheim zu fahren, um einen Hund zu holen.
Paul erfährt, dass Geli und Marianne beide einen Schwarm namens Uwe hatten und Geli trotzdem Uwe und Marianne verkuppeln wollte. Geli hat sich für Marianne gefreut, als diese die Hauptrolle in einem Film bekommen hat; gleichzeitig machten sich die beiden Sorgen, sich nicht mehr so oft sehen zu können, weil Marianne dafür zwei Monate nach Moskau musste. Zudem ist Paul der Meinung, dass Frau Saalfeld ihrer Tochter die Demenz-Diagnose nicht lange wird verschweigen können.
Da Aaron eine Not-OP hat und in der Klinik übernachten will, erzählt Paul Jule von seinem Verhältnis mit Heidrun. Jule lässt sich von Paul in die Tierklinik fahren, um mit Aaron zu reden. Sie verlangt, dass Aaron sich bis zum nächsten Tag zwischen ihr und Heidrun entscheidet. Da Aaron dies schwerfällt, besteht Jule auf einer sauberen Trennung.
Frau Saalfeld bittet Paul, ihrer Tochter von der Demenz-Diagnose zu erzählen. Paul erklärt dieser, dass Stress sich ungünstig auf Demenz auswirkt und dass ihre Mutter sich wegen ihres fehlenden Freundeskreises Sorgen macht. Marianne erzählt Paul, wie sie vor ihrer Abreise nach Moskau dafür gesorgt hat, dass Geli und Uwe miteinander reden.
Als Marianne im DDR-Museum in Malchow die Bluse zeigt, die Geli einst von Marianne bekommen und dann ins Museum abgegeben hat, erkennt Paul, dass es sich bei Geli um seine Mutter Helga handelt. Helga weigert sich, Paul mitzuteilen, warum die Freundschaft zwischen den beiden Frauen so abrupt zu Ende ging. Der letzte Kontakt fand statt, als Geli Marianne gebraucht hätte, vor ihrer Tür stand Marianne sie abwimmeln ließ.
Da ruft Marianne bei Paul an, weil ihre Mutter vom Spaziergang nicht heimgekommen ist. Paul und Eric suchen nach ihr und finden sie an einer Bushaltestelle.
Langsam erzählt Helga Paul, was seinerzeit vorgefallen ist: Sie hatte damals erfahren, dass ihr Vater an einer frontotemporalen Demenz erkrankt war und hätte Mariannes Hilfe gebraucht. Bei der Gelegenheit bekam sie mit, wie Marianne sie abfällig als Trutsche bezeichnete. Helga weigert sich zunächst immer noch, das Thema mit Marianne zu klären. Schließlich springt sie doch noch über ihren Schatten und versöhnt sich mit Marianne.

## Hintergrund
Freundinnen für immer wurde unter dem Arbeitstitel Freundschaft zusammen mit der achten Folge Verbotene Liebe vom 20. April bis zum 23. Juni 2021 in Waren an der Müritz und Berlin gedreht. Produziert wurde der Film von der Bavaria Fiction GmbH.

## Rezeption

### Einschaltquote
Die Erstausstrahlung am 3. März 2023 im Ersten wurde von 3,09 Millionen Zuschauern gesehen, was einem Marktanteil von 10,8 % entspricht.

### Kritiken
Die Kritiker der Fernsehzeitschrift TV Spielfilm zeigten mit dem Daumen nach oben und vergaben für Humor, Anspruch und Spannung je einen von drei möglichen Punkten. Das Fazit lautete: „Berührende Geschichten, die ans Herz gehen“.